# Polymixis meridionalis
Polymixis meridionalis là một loài bướm đêm trong họ Noctuidae.